# 木下晋
木下 晋（きのした すすむ、1947年〈昭和22年〉6月4日 - ）は、日本の画家。鉛筆画の第一人者といわれる。富山県富山市出身。
中学時代より美術に傾倒し、地元の油絵教室に通う。後に木内克や麻生三郎に師事。1963年（昭和38年）、自由美術協会展にクレヨン画を出展し、最年少（16歳）で入選して注目を浴びる。1969年22歳のとき村松画廊で開かれた初個展で、評論家・瀧口修造と出会う。
1981年（昭和56年）にアメリカに進出するが、現地の画廊での売り込みに失敗。自分ならではの作品制作への思いを強くし、モノクロームの表現に注目して鉛筆画を始める。
同1981年、美術評論家の洲之内徹の紹介により「最後の瞽女」といわれる小林ハルに出逢う。1983年（昭和58年）より小林をモデルにした制作活動を開始し、これが木下の代表作の1つとなる。この制作を通じて、9Hから9Bの22段階の硬さのイギリス製鉛筆を色彩のように使い分ける、独自の技法を確立する。1992年45歳のとき、念願だったニューヨーク（キーンギャラリー）での個展が実現する。小林死去直前の2005年（平成17年）にはハンセン病回復者の詩人である桜井哲夫に出逢い、翌2006年（平成18年）より桜井の肖像画が新たなライフワークとなる。
ほかにも軽度の知的障害を患っていた実母、小説『痴人の愛』のヒロインのモデルとされる和嶋せい（葉山三千子）の晩年の姿、山形県鶴岡市の注連寺の天井絵画などを描いており、多彩な濃淡の鉛筆によって対象の陰影を克明に捉えた画、鉛筆1本で人物画の髪や顔の皺1本1本まで描くような細密な作品で知られるようになる。2013年（平成25年）、紺綬褒章を受章。
制作活動の傍ら、東京大学工学部建築学科講師、武蔵野美術大学造形学部油絵科講師、新潟薬科大学講師、金沢美術工芸大学大学院専任教授を歴任したほか、名古屋芸術大学の客員教授も務める。画文集に「祈りの心」（求龍堂）、絵本「ハルばあちゃんの手」「はじめての旅」（福音館書店）などがある。
72歳の時に初の自伝「いのちを刻む」を刊行した。